# Svenska Deckarakademin

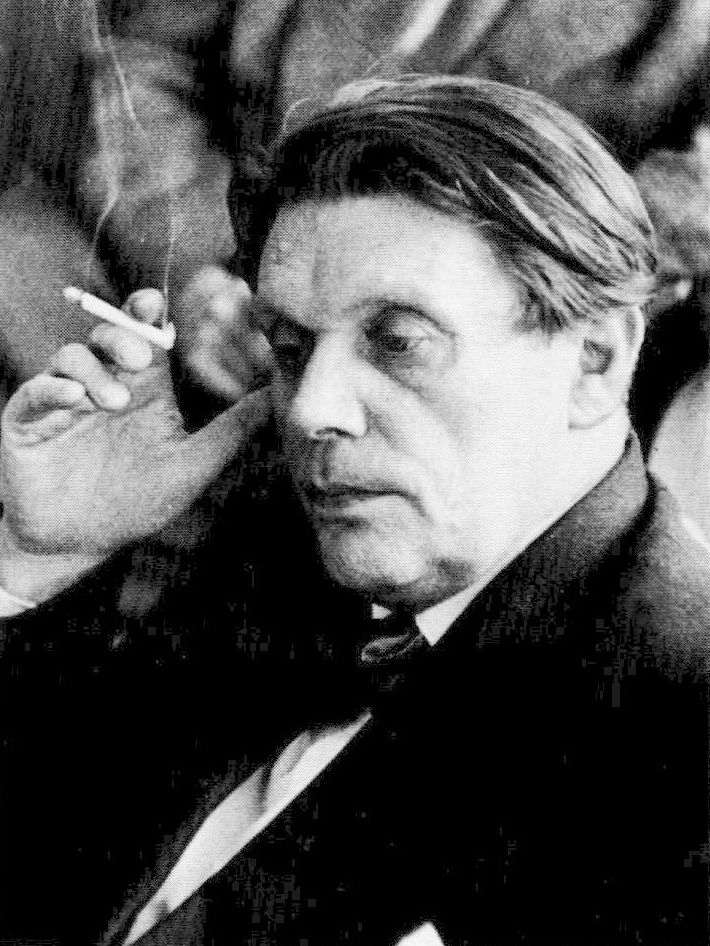
H.-K. Rönblom,
„Erfinder“ der Svenska Deckarakademin

Die schwedische Svenska Deckarakademin (dt. Schwedische Krimiakademie, engl. Swedish Crime Writers‘ Academy) ist eine Organisation zur Förderung der Literatur, speziell des Genres der Detektiv- und Kriminalromane und der zugehörigen Fachliteratur.

## Geschichte
Die Svenska Deckarakademin wurde am 16. April 1971 von den Schriftstellern Jan Broberg, Jörgen Elgström, Bo Lundin und dem Verleger Åke Runnquist als kleineres Pendant zur Schwedischen Akademie gegründet. Der Vorschlag zur Gründung einer solchen Vereinigung stammte von dem Journalisten und Kriminalschriftsteller Hans-Krister Rönblom (1901–1965), der ihn in der Tageszeitung Aftonbladet bereits am 2. November 1957 vorstellte. Die Leitung oblag ursprünglich 13 Mitgliedern, bis heute erhöhte sich ihre Zahl auf 21. Die Hälfte der Mitglieder besteht aus Kriminalschriftstellern, eine zweite Hälfte aus Literaturkritikern, dazu als entscheidende Stimme ein sachkundiger Krimiexperte. Als erster Experte fungierte das Gründungsmitglied und Verleger Åke Runnquist.
Jährlich findet ein Frühjahrs- und ein Herbsttreffen der Akademiemitglieder statt. Das Herbsttreffen findet normalerweise in der 1989 gegründeten staatlichen Forschungs- und Studienbibliothek in Eskilstuna statt, deren Hauptaufgabe die Zusammenstellung von schwedischer Kriminalliteratur, sowohl von schwedischen Originalen als auch von Übersetzungen ins Schwedische sowie von Fachliteratur zum Genre der Kriminalliteratur ist. Eine größere internationale Öffentlichkeit erreichte die Svenska Deckarakademin erstmals 1981 mit der Durchführung des „3. Internationalen Kongresses der Kriminalschriftsteller“ (IAEP/IACW-Conference) in Stockholm.
Eine der wichtigen Aufgaben der Krimiakademie ist die Auszeichnung von Kriminalliteratur in den nachstehenden Kategorien.
| Kategorie                                                 | Schwedischer Originaltitel  | seit bzw. von – bis |
| --------------------------------------------------------- | --------------------------- | ------------------- |
| Bester ins Schwedische übersetzter Kriminalroman *        | Den Gyllene Kofoten         | 1971                |
| Bester schwedischer Kriminalroman *                       | Bästa svenska kriminalroman | 1981                |
| Bester schwedischer Erstlingsroman *                      | Bästa svenska Debut         | 1971                |
| Auszeichnung für das Lebenswerk                           | Grand Master                | 1972                |
| Besondere Ehrung für Verdienste in der Kriminalliteratur  | Special Grand Master        | 1981                |
| Bester Krimi für ein jugendliches Publikum                | Spåhunden (Bluthund)        | 2002                |
| Beste Krimibuchserie für Kinder und Jugendliche           | Barn- & ungdomsdeckare      | 1976–1980           |
| Bestes Sachbuch über Verbrechen und Verbrechensverfolgung | Bästa faktabok              | 1978                |
| Auszeichnung für hervorragende Übersetzungen              | Berömvärd översättargärning | 1978                |
| Spezialpreis                                              | Specialpriser               | 2003                |

Die mit einem Sternchen versehenen Preise werden jährlich, alle anderen Auszeichnungen unregelmäßig vergeben.